# Liste der Flaggen in Niedersachsen
Die Liste der Flaggen im Niedersachsen enthält die Flaggen der Landeshauptstadt Hannover und der Land- und Stadtkreise im Land Niedersachsen.

## Landesflagge und Dienstflagge
| Bundesland    | Hissflagge               | Kommentare |
| ------------- | ------------------------ | --- |
| Niedersachsen | Landesflagge 3:2         | Durch Gesetz festgelegt am 13. April 1951: „Niedersachsen führt als Wappen das weiße Roß im roten Felde und in der Flagge die Farben Schwarz-Rot-Gold mit dem Landeswappen. Das Nähere bestimmt ein Gesetz.“ „Das Land führt als Landeswappen einen Halbrundschild mit einem springenden weißen Ross (Wappentier) im roten Feld gemäß Anlage 1.“ […] „Das Land führt in der Landesflagge die Landesfarben Schwarz-Rot-Gold mit dem Landeswappen gemäß der Anlage 2.“ „Die im öffentlichen Dienst des Landes stehenden Fahrzeuge zur See und auf Binnengewässern führen als Dienstflagge die Landesflagge in der Form des Doppelstanders.“ |
| Niedersachsen | Dienstflagge zur See 3:2 | Durch Gesetz festgelegt am 13. April 1951: „Niedersachsen führt als Wappen das weiße Roß im roten Felde und in der Flagge die Farben Schwarz-Rot-Gold mit dem Landeswappen. Das Nähere bestimmt ein Gesetz.“ „Das Land führt als Landeswappen einen Halbrundschild mit einem springenden weißen Ross (Wappentier) im roten Feld gemäß Anlage 1.“ […] „Das Land führt in der Landesflagge die Landesfarben Schwarz-Rot-Gold mit dem Landeswappen gemäß der Anlage 2.“ „Die im öffentlichen Dienst des Landes stehenden Fahrzeuge zur See und auf Binnengewässern führen als Dienstflagge die Landesflagge in der Form des Doppelstanders.“ |

## Vorgängerländer
„Daneben zeigen die öffentlichen Bauten des Landes im Gebiet der ehemaligen Länder Hannover, Oldenburg, Braunschweig und Schaumburg-Lippe in der Regel deren frühere Flaggen.“
| Land             | Hissflagge | Kommentare |
| ---------------- | ---------- | --- |
| Braunschweig     | 3:2        | Festgelegt durch Artikel 1 der Verfassung des Freistaats Braunschweig vom 6. Januar 1922: „Die Flagge des ehemaligen Landes Braunschweig zeigt in zwei gleich breiten Streifen die Farben blau und gelb.“ |
| Hannover         | 3:2        | Das Land Hannover führte in Rechtsnachfolge die Farben fort, die die preußische Provinz Hannover am 22. Oktober 1882 offiziell angenommen hat. Das waren die Farben des vormaligen Königreichs Hannover: „Die Flagge des ehemaligen Landes Hannover zeigt in zwei gleich breiten Streifen die Farben gelb und weiß.“ |
| Oldenburg        | 5:3        | Festgelegt durch § 2 der Bekanntmachung des Oldenburgischen Staatsministeriums vom 3. Oktober 1919: „Die Flagge des ehemaligen Landes Oldenburg ist die durch ein einfaches rotes Kreuz in vier gleiche Rechtecke geteilte blaue Flagge.“                                                                            |
| Schaumburg-Lippe | 3:2        | Die seit etwa 1880 geführten Farben Schaumburg-Lippes wurden offiziell 1922 festgelegt: „Die Flagge des ehemaligen Landes Schaumburg-Lippe zeigt in drei gleich breiten Streifen die Farben weiß, rot und blau.“ |

## Landeshauptstadt Hannover
| Stadt                     | Hissflagge       | Kommentare |
| ------------------------- | ---------------- | --- |
| Landeshauptstadt Hannover | 5:3 Stadtfarben: | Die alten Stadtfarben Rot, Gelb und Grün wurden 1897 durch Rot-Weiß ersetzt: „Die Farben der Stadt Hannover sind rot-weiß, untereinander angeordnet.“ Wappenbeschreibung: „Das Stadtwappen ist ein von zwei Löwen gehaltener roter Schild, der eine silberne Mauer mit zwei Türmen zeigt. Auf den Zinnen zwischen den Türmen steht ein - heraldisch - nach rechts gewendeter goldener Löwe; in der Türöffnung schwebt ein goldenes Schildchen mit einem grünen Kleeblatt. Überragt wird das Ganze von einem geschlossenen Helm, zwischen dessen rot-gold geteilten Büffelhörnern ein grünes Kleeblatt schwebt.“ (Wappen geht auf Siegelführung seit dem 13. Jahrhundert zurück. Seit 1929 hat das Stadtwappen seine heutige Form.) |

## Höhere Kommunalverbände
| Höherer Kommunalverband  | Hissflagge | Kommentare |
| ------------------------ | ---------- | --- |
| Ostfriesische Landschaft | 5:3        | Angenommen 1989: „Die Farben der Flagge der Ostfriesischen Landschaft sind in drei gleich breiten Querstreifen schwarz-rot-blau.“ Wappenbeschreibung: „Es zeigt in einem roten Schild einen grünen Eichenbaum auf einem grünen Hügel und daneben stehend einen Mann, gewappnet mit einem Harnisch, einer Lanze in der rechten, einem Degen in der linken Hand und einem offenen, mit zwei weißen und zwei blauen Straußenfedern gezierten Bügelhelm auf dem Haupt; über dem Schild befindet sich ein offener Turnierhelm, rechts mit einer rot-weißen, links mit einer blau-roten Helmdecke, und darüber eine Königskrone, aus der ein geharnischter Arm mit einem fliegenden blauen Feldzeichen hervorragt, der einen gezückten Degen in der Faust führt.“ (Die Ostfriesische Landschaft führt das am 14./24. Januar 1678 von Kaiser Leopold I. den ostfriesischen Ständen verliehene Wappen.) |

## Landkreise
| Landkreis           | Hissflagge | Kommentare |
| ------------------- | ---------- | --- |
| Ammerland           | 5:3        | Genehmigt am 1. April 1981: „Die Flagge des Landkreises Ammerland zeigt im Geviert die Farben blau und rot, und zwar im oberen linken und unteren rechten Feld die Farbe Blau, im oberen rechten und unteren linken Feld die Farbe Rot. Die Mitte der Flagge ist mit dem Kreiswappen belegt.“ Wappenbeschreibung: „Geviert: 1) in Gold zwei rote Balken; 2) in Blau ein goldenes Ankerkreuz; 3) in Blau ein goldener Eichenzweig; 4) in Gold zwei rote Zickzackbalken.“ (Wappen genehmigt am 3. Juli 1978.) |
| Aurich              | 5:3        | Genehmigt am 28 August 1979: „Die Flagge des Landkreises zeigt in drei gleich breiten Querstreifen die Farben Blau - Gold - Rot mit dem aufgelegten Kreiswappen.“ Wappenbeschreibung: „Das Wappen des Landkreises zeigt von blau und rot gespalten, einen goldenen Jungfrauenadler mit goldener Krone, begleitet oben von zwei goldenen sechszackigen Sporenrädern, unten von zwei goldenen Eicheln.“ (Wappen genehmigt am 13. September 1978.) |
| Celle               | 5:3        | Genehmigt am 10. September 1964: „Die Flagge des Landkreises ist gelb und zeigt die Symbole des Wappens.“ Wappenbeschreibung: „In Gold ein rot gezungter blauer Löwe, zwischen dessen Vorderpranken ein rotes Herz schwebt.“ (Wappen genehmigt durch das Preußische Staatsministerium am 24. August 1928.) |
| Cloppenburg         | 5:3        | Genehmigt am 17. Oktober 2000: „Die Flagge des Landkreises ist blau-rot gleich breit horizontal geteilt und in der Mitte mit dem Wappen des Landkreises Cloppenburg belegt. Die Darstellung des Wappens ist mit schwarzen Innenlinien und Konturen gerandet.“ Wappenbeschreibung:„Geviert; 1 in Gold zwei rote Balken; 2 in Blau ein goldenes Nageslspitzkreuz; 3 in Silber drei, zwei zu eins gestellte rote Seeblätter; 4 in Gold ein roter Balken.“ (Wappen im alten Amt Cloppenburg bis 1838 als Siegel gebräuchlich, erneut vom Kreistag angenommen am 10. Juli 1958 und genehmigt durch den Niedersächsischen Minister des Innern am 3. September 1959.)                                |
| Cuxhaven            | 5:3        | Genehmigt durch den Regierungspräsidenten in Lüneburg am 11. Juni 1979: „Die Flagge des Landkreises Cuxhaven zeigt die Farben grün und weiß mit dem Wappen, das in der Mitte der Flagge angeordnet ist.“ Wappenbeschreibung: „Das Wappen des Landkreises Cuxhaven zeigt in Gold über von Rot und Silber wellenförmig geteiltem Schildfuß den Heiligen Bischof Nikolaus, in grünem, silbergerändertem Ornat, mit silbernen Schuhen und silbernem Krummstab, dessen Krümme in einer grünen vierblättrigen Rose endet, die rechte Hand zum Segen erhoben, mit silbernen Haaren und natürlicher Fleischfarbe.“ (Wappen genehmigt durch den Regierungspräsidenten in Lüneburg am 9. Oktober 1979.) |
| Diepholz            | 5:3        | Wappen und Flagge genehmigt durch den Regierungspräsidenten in Hannover am 25. Juli 1979: „Die Kreisflagge führt das Wappen des Landkreises Diepholz auf gelbrotem Grund.“ Wappenbeschreibung: „In Gold zwei rot bewehrte, abwendig gekehrte schwarze Bärentatzen, unten miteinander durch schwarzes Brustfell verbunden; darin ein aufgerichteter, blau bewehrter und blau bezungter roter Löwe.“. |
| Emsland             | 5:3        | Wappen und Flagge vom Kreistag angenommen am 14. September 1981, genehmigt am 27. Januar 1982: „Die Flagge des Landkreises Emsland ist rot - gold (gelb) - blau waagerecht zu drei gleichen Teilen gestreift und mit dem Wappen des Landkreises Emsland belegt. Das Verhältnis der Flaggenbreite zur -länge beträgt 3:5.“ Wappenbeschreibung: „Zweifach geteilt, unten im Wellenschnitt: oben in Rot ein silbernes Hünengrab, in der Mitte in Gold drei rote Mispelblüten mit goldenen Butzen nebeneinander, unten in Blau ein goldener Anker.“ |
| Friesland           | 5:3        | Genehmigt am 26. August 1981: „Die Flagge des Landkreises Friesland zeigt in zwei gleich breiten Querstreifen von oben nach unten die Farben Blau und Rot mit dem aufgelegten Kreiswappen.“ Wappenbeschreibung: „In Blau ein rot bewehrter goldener Löwe, begleitet oben von je einem silbernen Ankerkreuz.“ (Wappen genehmigt durch den Niedersächsischen Minister des Innern am 26. April 1962.) |
| Gifhorn             | 5:3        | Genehmigt am 15. März 1989: „Die Flagge des Landkreises zeigt die Farben Blau, Gold, Rot und trägt das Wappen in der Mitte.“ Wappenbeschreibung: „In mit roten Herzen bestreutem goldenem Feld ein rot bewehrter blauer Löwe, der in den Vorderpranken ein silbernes Horn mit dem Mundstück nach rechts unten hält.“ (Wappen genehmigt durch das Preußische Staatsministerium am 29. April 1929.) |
| Goslar              | 5:3        | Genehmigt am 2. März 1977: „Die Flagge ist gelb-rot geteilt mit dem aufgelegten Wappen in der Mitte zum Liek hin verschoben.“ Wappenbeschreibung: „Gespalten von Gold und Rot; vorne ein halber, rot bewehrter schwarzer Adler am Spalt; hinten ein linksgewendeter, golden bewehrter und blau bezungter silberner Löwe.“ (Wappen genehmigt durch das Preußische Staatsministerium am 8. August 1938.) |
| Grafschaft Bentheim | 5:3        | Genehmigt ????: Wappenbeschreibung: „In Rot siebzehn ganze und zwei halbe kugelförmige goldene Schildbeschläge in sechs Reihen.“ (Wappen genehmigt durch den Niedersächsischen Minister des Innern am 20. Mai 1950.) |
| Landkreis           | 5:3        | Genehmigt ????: Wappenbeschreibung: „.“ (Wappen genehmigt ????.) |

Landkreis Hameln-Pyrmont
Region Hannover
Landkreis Harburg
Landkreis Heidekreis
Landkreis Helmstedt
Landkreis Holzminden
Landkreis Leer
Landkreis Lüchow-Dannenberg
Landkreis Lüneburg
Landkreis Nienburg
Landkreis Northeim
Landkreis Oldenburg
Landkreis Osnabrück
Landkreis Osterholz
Landkreis Peine
Landkreis Rotenburg (Wümme)
Landkreis Schaumburg
Landkreis Stade
Landkreis Uelzen
Landkreis Vechta
Landkreis Verden
Landkreis Wesermarsch
Landkreis Wittmund
Landkreis Wolfenbüttel